# Oscar Gatto
Oscar Gatto (* 1. Januar 1985 in Montebelluna) ist ein ehemaliger italienischer Radrennfahrer.

## Sportliche Laufbahn
Gatto gewann 2005 mit einer Etappe des Giro della Valle d’Aosta und dem Eintagesrennen Giro del Canavese seine ersten internationalen Wettbewerbe. 2006 gewann er eine Etappe des Giro delle Regioni und die Coppa Citta' di Asti. Ab August fuhr er dann für das Professional Continental Team L.P.R. als Stagiaire.
In den Jahren 2007–2008 fuhr Gatto für das deutsche ProTeam Gerolsteiner. 2009 wechselte Gatto zur italienischen Mannschaft ISD-Neri des Sportlichen Leiters Luca Scinto und blieb bei diesem Team bis zum Ende der Saison 2013. In dieser Zeit gelangen ihm mit den Siegen bei einer Etappe des Giro d’Italia 2011, den Eintagesrennen Trofeo Matteotti 2011 und Giro del Veneto 2012 sowie als erstem Italiener beim Halbklassiker Dwars door Vlaandern 2013 die größten Erfolge seiner Karriere.
Von 2014 an fuhr Gatto für verschiedene internationale Radsportteams und konnte insgesamt fünf Abschnitte internationaler Etappenrennen gewinnen.
Zum Ende der Saison 2020 beendete Gatto seine Laufbahn als Aktiver und bestritt mit den Drei Tagen von De Panne sein letztes internationales Radrennen.

## Erfolge
2005
- eine Etappe Giro della Valle d’Aosta
- Giro del Canavese

2006
- eine Etappe Giro delle Regioni
- Coppa Citta' di Asti

2009
- eine Etappe Giro di Sardegna
- Mannschaftszeitfahren Settimana Internazionale

2010
- Gran Premio Nobili Rubinetterie – Coppa Città di Stresa
- Mannschaftszeitfahren Brixia Tour

2011
- eine Etappe Giro della Provincia di Reggio Calabria
- eine Etappe Giro d’Italia
- Trofeo Matteotti
- Giro di Romagna et Coppa Placci

2012
- Giro del Veneto
- eine Etappe Giro di Padania

2013
- Dwars door Vlaanderen

2014
- zwei Etappen Österreich-Rundfahrt

2015
- zwei Etappen Sibiu Cycling Tour

2016
- eine Etappe Ruta del Sol

2017
- Prolog Österreich-Rundfahrt